# Campionati del mondo di ciclocross 1966
I Campionati del mondo di ciclocross 1966 si svolsero a Beasain, in Spagna, il 27 febbraio.

## Medagliere
| Pos.   | Nazione        | Oro | Argento | Bronzo | Totale |
| ------ | -------------- | --- | ------- | ------ | ------ |
| 1      | Belgio         | 1   | 0       | 0      | 1      |
| 2      | Svizzera       | 0   | 1       | 0      | 1      |
| 3      | Germania Ovest | 0   | 0       | 1      | 1      |
| Totale | Totale         | 1   | 1       | 1      | 3      |

## Sommario degli eventi
| Eventi         | Oro                      | Tempo    | Argento                   | Tempo | Bronzo                        | Tempo |
| Uomini         |                          |          |                           |       |                               |       |
| Elite dettagli | Eric De Vlaeminck Belgio | 1:02'57" | Hermann Gretener Svizzera | a 12" | Rolf Wolfshohl Germania Ovest | a 17" |